# Can Josep Vinyals
Can Josep Vinyals és un monument del municipi de Vilanova i la Geltrú (Garraf) protegit com a bé cultural d'interès local.

## Descripció
Edifici entre mitgeres que fa cantonada entre la pujada d'en Cinto i el carrer de la Unió a l'antic barri de la Geltrú. De planta rectangular i tres cossos de diferents alçades. El cos central és de planta baixa i tres pisos, el de l'esquerra de planta baixa i dos pisos i el de la dreta de planta baixa, entresòl i dos pisos.
La façana principal, de composició simètrica, presenta obertures d'arc rebaixat a la planta baixa i als pisos balcons decreixents amb l'alçada, d'obertures rectangulars i barana de ferro. Està coronat amb una cornisa i una barana de balustres. La façana lateral presenta, al cos que fa cantonada, tres balcons i una sèrie d'obertures distribuïdes irregularment. Del conjunt cal remarcar el vestíbul de la façana principal, format per arcs de mig punt sostinguts per columnes, i la decoració de les mènsules que sostenen els balcons del primer pis, de temàtica floral i figurativa.

## Història
L'any 1853, el propietari, Josep Viñals i Gassó, va demanar una llicència d'obres per a la construcció de l'edifici. els plànols del projecte anaven signats per Josep Juncosa. L'obra es finalitzà el mateix any, segons consta en una inscripció que hi ha a la clau de l'arc del portal. Josep Viñals i Gassó fou un important vilanoví, tinent d'alcalde i col·laborador en diverses activitats ciutadanes.